# Malta-tribunalen
Maltatribunalen is een benaming voor beoogde oorlogstribunalen waar gepoogd zou worden om 144 functionarissen van het Ottomaanse Rijk, onder andere verdacht van betrokkenheid bij de Armeense Genocide, te berechten wegens verdenking van oorlogsmisdaden.
De Ottomaanse regering heeft een eigen poging gedaan om oorlogsmisdadigers te vervolgen in een aantal krijgsraden (1919-1920) maar deze poging is mislukt als gevolg van politieke druk.
Volgens Giovanni Bonello, rechter aan het Europees Hof voor de Rechten van de Mens, was de schorsing van de vervolging, de repatriëring en de vrijlating van de Turkse gevangenen onder meer een gevolg van het ontbreken van een passend juridisch kader met supranationale rechtsmacht doordat na de Eerste Wereldoorlog nog geen internationale normen voor de berechting van oorlogsmisdaden bestonden. Deze vrijlating van de Turkse gevangenen was ook een ruil met 22 Britse gevangenen die in handen waren van Mustafa Kemal Atatürk.

## De Tribunalen
Direct na de Eerste Wereldoorlog werden pogingen gedaan om Ottomaanse oorlogsmisdadigers te bestraffen. Het initiatief kwam van de Ottomaanse overheid die de Spaanse, Nederlandse, Deense, en Zweedse overheden vroeg om oorlogsmisdaden in Anatolië te onderzoeken.
De eerste (en anno 2017 enige) poging om deze Ottomanen voor internationale tribunalen te brengen werd ondernomen in Malta. Nadat het Ottomaanse Rijk de Eerste Wereldoorlog verloor en de Britten Istanboel bezetten, werden 144 Ottomaanse functionarissen in Malta opgesloten in een poging hen te vervolgen. De verdachten kregen niet het recht op een advocaat.
Tijdens de bezetting van Istanboel werd onder andere de Armeense hoogleraar Haig Khazarian in de archieven van het Ottomaanse Rijk, het Britse Rijk, en de Verenigde Staten gezet om bewijs te vinden omtrent de Armeense Genocide, met het doel de 144 Ottomaanse functionarissen te bestraffen.

## Telegrams
Op 31 maart 1921 stuurde de Britse Minister van Buitenlandse Zaken Lord George Curzon een telegram naar de Britse ambassadeur in de Verenigde Staten, Auckland Gedes, om informatie te verzamelen 'ten behoeve van vervolgingen'.:
"In Malta is een aantal Turken in handen van Zijne Majesteits regering die gearresteerd zijn wegens veronderstelde medeplichtigheid bij de Armeense massamoord ... Er zijn aanzienlijke moeilijkheden bij het leveren van bewijs van de schuld ... Ga alstublieft na of de overheid van de Verenigde Staten in het bezit is van bewijs dat van waarde zou kunnen zijn bij de vervolging." — Lord Curzon
Op 13 juli 1921 stuurde de ambassadeur een antwoord:
"Het spijt me u te informeren dat er niets gevonden is dat gebruikt zou kunnen worden als bewijs tegen de Turken die gedetineerd zijn in Malta. De geraadpleegde rapporten ... maken melding van slechts twee van de betreffende Turkse functionarissen, en waren in dit geval beperkt tot persoonlijke meningen van de schrijver over deze functionarissen, er werden geen concrete feiten gegeven die bevredigend belastend bewijs zouden kunnen vormen (...) Ik heb de eer om toe te voegen dat functionarissen op het Amerikaanse ministerie van Buitenlandse Zaken de wens hebben geuit dat geen enkele informatie die zij in dit verband verstrekt hebben gebruikt zal worden in een rechtszaak ... Gezien deze bepaling en het feit dat de rapporten die in het bezit zijn van het Ministerie toch geen bewijs tegen deze Turken bevatten (...) vrees ik dat er niets te verwachten is van enig verder verzoek om informatie aan de regering van de Verenigde Staten omtrent deze kwestie." — Sir A. Gedes

## Resultaat
Uiteindelijk zijn de Malta-tribunalen nimmer gehouden vanwege een gebrek aan internationale gerechtelijke normen en een gebrek aan steekhoudend forensisch bewijs. Alle 144 gevangenen werden vrijgelaten.